# Cecil Purdy
Cecil John Seddon (C.J.S.) Purdy (né le 27 mars 1906, mort le 6 novembre 1979) est un maître international australien du jeu d'échecs (1951) et un grand maître international du jeu d'échecs par correspondance (1953), célèbre pour avoir été le premier champion du monde d'échecs par correspondance ICCF entre 1950 et 1953. Il est également l'auteur d'ouvrages échiquéens.

## Biographie
Sa famille émigre pour la Nouvelle-Zélande, puis pour la Tasmanie en Australie et enfin pour Sydney où elle s'établit quand il a douze ans.
Il remporte le championnat de Nouvelle-Zélande à deux reprises, en 1924-1925 et en 1935-1936 et celui d'Australie à quatre reprises, en 1934-1935, 1936-1937 (après un match de départage), 1948-1949 et 1951. Il est également champion d'Australie par correspondance en 1940 et en 1948.
Il meurt d'une crise cardiaque pendant un tournoi à Sydney en 1979. On rapporte que ses dernières paroles, adressées à son fils, furent « J'ai un gain, mais cela va prendre du temps. »

## Purdy le pédagogue
Résidant dans un pays où le niveau échiquéen était plutôt bas, et étant un écrivain invétéré, Purdy est devenu un pédagogue échiquéen cité par Bobby Fischer comme l'un des plus grands pour les joueurs d'un niveau moyen. De fait, Purdy a écrit avec un égal intérêt (pour le lecteur) sur tous les compartiments du jeu. Ses écrits sur les finales sont en particulier à citer, et ses parties sont à étudier (notamment) dans cette phase de jeu, Purdy ayant remporté le premier Championnat du monde d'échecs par correspondance ICCF en partie grâce à son aisance dans ce domaine.  Purdy est resté célèbre pour avoir déclaré: « Les finales de pions sont aux échecs ce que le put est au golf ».

## Exemple de finale remarquable
|   | a | b | c | d | e | f | g | h |   |
| 8 | Fou noir sur case noire d8 · Roi noir sur case blanche c6 · Roi blanc sur case blanche e6 · Pion noir sur case noire a5 · Cavalier noir sur case noire b4 · Tour blanche sur case noire d4 · Pion noir sur case noire h4 · Pion blanc sur case blanche h3 | Fou noir sur case noire d8 · Roi noir sur case blanche c6 · Roi blanc sur case blanche e6 · Pion noir sur case noire a5 · Cavalier noir sur case noire b4 · Tour blanche sur case noire d4 · Pion noir sur case noire h4 · Pion blanc sur case blanche h3 | Fou noir sur case noire d8 · Roi noir sur case blanche c6 · Roi blanc sur case blanche e6 · Pion noir sur case noire a5 · Cavalier noir sur case noire b4 · Tour blanche sur case noire d4 · Pion noir sur case noire h4 · Pion blanc sur case blanche h3 | Fou noir sur case noire d8 · Roi noir sur case blanche c6 · Roi blanc sur case blanche e6 · Pion noir sur case noire a5 · Cavalier noir sur case noire b4 · Tour blanche sur case noire d4 · Pion noir sur case noire h4 · Pion blanc sur case blanche h3 | Fou noir sur case noire d8 · Roi noir sur case blanche c6 · Roi blanc sur case blanche e6 · Pion noir sur case noire a5 · Cavalier noir sur case noire b4 · Tour blanche sur case noire d4 · Pion noir sur case noire h4 · Pion blanc sur case blanche h3 | Fou noir sur case noire d8 · Roi noir sur case blanche c6 · Roi blanc sur case blanche e6 · Pion noir sur case noire a5 · Cavalier noir sur case noire b4 · Tour blanche sur case noire d4 · Pion noir sur case noire h4 · Pion blanc sur case blanche h3 | Fou noir sur case noire d8 · Roi noir sur case blanche c6 · Roi blanc sur case blanche e6 · Pion noir sur case noire a5 · Cavalier noir sur case noire b4 · Tour blanche sur case noire d4 · Pion noir sur case noire h4 · Pion blanc sur case blanche h3 | Fou noir sur case noire d8 · Roi noir sur case blanche c6 · Roi blanc sur case blanche e6 · Pion noir sur case noire a5 · Cavalier noir sur case noire b4 · Tour blanche sur case noire d4 · Pion noir sur case noire h4 · Pion blanc sur case blanche h3 | 8 |
| 7 | Fou noir sur case noire d8 · Roi noir sur case blanche c6 · Roi blanc sur case blanche e6 · Pion noir sur case noire a5 · Cavalier noir sur case noire b4 · Tour blanche sur case noire d4 · Pion noir sur case noire h4 · Pion blanc sur case blanche h3 | Fou noir sur case noire d8 · Roi noir sur case blanche c6 · Roi blanc sur case blanche e6 · Pion noir sur case noire a5 · Cavalier noir sur case noire b4 · Tour blanche sur case noire d4 · Pion noir sur case noire h4 · Pion blanc sur case blanche h3 | Fou noir sur case noire d8 · Roi noir sur case blanche c6 · Roi blanc sur case blanche e6 · Pion noir sur case noire a5 · Cavalier noir sur case noire b4 · Tour blanche sur case noire d4 · Pion noir sur case noire h4 · Pion blanc sur case blanche h3 | Fou noir sur case noire d8 · Roi noir sur case blanche c6 · Roi blanc sur case blanche e6 · Pion noir sur case noire a5 · Cavalier noir sur case noire b4 · Tour blanche sur case noire d4 · Pion noir sur case noire h4 · Pion blanc sur case blanche h3 | Fou noir sur case noire d8 · Roi noir sur case blanche c6 · Roi blanc sur case blanche e6 · Pion noir sur case noire a5 · Cavalier noir sur case noire b4 · Tour blanche sur case noire d4 · Pion noir sur case noire h4 · Pion blanc sur case blanche h3 | Fou noir sur case noire d8 · Roi noir sur case blanche c6 · Roi blanc sur case blanche e6 · Pion noir sur case noire a5 · Cavalier noir sur case noire b4 · Tour blanche sur case noire d4 · Pion noir sur case noire h4 · Pion blanc sur case blanche h3 | Fou noir sur case noire d8 · Roi noir sur case blanche c6 · Roi blanc sur case blanche e6 · Pion noir sur case noire a5 · Cavalier noir sur case noire b4 · Tour blanche sur case noire d4 · Pion noir sur case noire h4 · Pion blanc sur case blanche h3 | Fou noir sur case noire d8 · Roi noir sur case blanche c6 · Roi blanc sur case blanche e6 · Pion noir sur case noire a5 · Cavalier noir sur case noire b4 · Tour blanche sur case noire d4 · Pion noir sur case noire h4 · Pion blanc sur case blanche h3 | 7 |
| 6 | Fou noir sur case noire d8 · Roi noir sur case blanche c6 · Roi blanc sur case blanche e6 · Pion noir sur case noire a5 · Cavalier noir sur case noire b4 · Tour blanche sur case noire d4 · Pion noir sur case noire h4 · Pion blanc sur case blanche h3 | Fou noir sur case noire d8 · Roi noir sur case blanche c6 · Roi blanc sur case blanche e6 · Pion noir sur case noire a5 · Cavalier noir sur case noire b4 · Tour blanche sur case noire d4 · Pion noir sur case noire h4 · Pion blanc sur case blanche h3 | Fou noir sur case noire d8 · Roi noir sur case blanche c6 · Roi blanc sur case blanche e6 · Pion noir sur case noire a5 · Cavalier noir sur case noire b4 · Tour blanche sur case noire d4 · Pion noir sur case noire h4 · Pion blanc sur case blanche h3 | Fou noir sur case noire d8 · Roi noir sur case blanche c6 · Roi blanc sur case blanche e6 · Pion noir sur case noire a5 · Cavalier noir sur case noire b4 · Tour blanche sur case noire d4 · Pion noir sur case noire h4 · Pion blanc sur case blanche h3 | Fou noir sur case noire d8 · Roi noir sur case blanche c6 · Roi blanc sur case blanche e6 · Pion noir sur case noire a5 · Cavalier noir sur case noire b4 · Tour blanche sur case noire d4 · Pion noir sur case noire h4 · Pion blanc sur case blanche h3 | Fou noir sur case noire d8 · Roi noir sur case blanche c6 · Roi blanc sur case blanche e6 · Pion noir sur case noire a5 · Cavalier noir sur case noire b4 · Tour blanche sur case noire d4 · Pion noir sur case noire h4 · Pion blanc sur case blanche h3 | Fou noir sur case noire d8 · Roi noir sur case blanche c6 · Roi blanc sur case blanche e6 · Pion noir sur case noire a5 · Cavalier noir sur case noire b4 · Tour blanche sur case noire d4 · Pion noir sur case noire h4 · Pion blanc sur case blanche h3 | Fou noir sur case noire d8 · Roi noir sur case blanche c6 · Roi blanc sur case blanche e6 · Pion noir sur case noire a5 · Cavalier noir sur case noire b4 · Tour blanche sur case noire d4 · Pion noir sur case noire h4 · Pion blanc sur case blanche h3 | 6 |
| 5 | Fou noir sur case noire d8 · Roi noir sur case blanche c6 · Roi blanc sur case blanche e6 · Pion noir sur case noire a5 · Cavalier noir sur case noire b4 · Tour blanche sur case noire d4 · Pion noir sur case noire h4 · Pion blanc sur case blanche h3 | Fou noir sur case noire d8 · Roi noir sur case blanche c6 · Roi blanc sur case blanche e6 · Pion noir sur case noire a5 · Cavalier noir sur case noire b4 · Tour blanche sur case noire d4 · Pion noir sur case noire h4 · Pion blanc sur case blanche h3 | Fou noir sur case noire d8 · Roi noir sur case blanche c6 · Roi blanc sur case blanche e6 · Pion noir sur case noire a5 · Cavalier noir sur case noire b4 · Tour blanche sur case noire d4 · Pion noir sur case noire h4 · Pion blanc sur case blanche h3 | Fou noir sur case noire d8 · Roi noir sur case blanche c6 · Roi blanc sur case blanche e6 · Pion noir sur case noire a5 · Cavalier noir sur case noire b4 · Tour blanche sur case noire d4 · Pion noir sur case noire h4 · Pion blanc sur case blanche h3 | Fou noir sur case noire d8 · Roi noir sur case blanche c6 · Roi blanc sur case blanche e6 · Pion noir sur case noire a5 · Cavalier noir sur case noire b4 · Tour blanche sur case noire d4 · Pion noir sur case noire h4 · Pion blanc sur case blanche h3 | Fou noir sur case noire d8 · Roi noir sur case blanche c6 · Roi blanc sur case blanche e6 · Pion noir sur case noire a5 · Cavalier noir sur case noire b4 · Tour blanche sur case noire d4 · Pion noir sur case noire h4 · Pion blanc sur case blanche h3 | Fou noir sur case noire d8 · Roi noir sur case blanche c6 · Roi blanc sur case blanche e6 · Pion noir sur case noire a5 · Cavalier noir sur case noire b4 · Tour blanche sur case noire d4 · Pion noir sur case noire h4 · Pion blanc sur case blanche h3 | Fou noir sur case noire d8 · Roi noir sur case blanche c6 · Roi blanc sur case blanche e6 · Pion noir sur case noire a5 · Cavalier noir sur case noire b4 · Tour blanche sur case noire d4 · Pion noir sur case noire h4 · Pion blanc sur case blanche h3 | 5 |
| 4 | Fou noir sur case noire d8 · Roi noir sur case blanche c6 · Roi blanc sur case blanche e6 · Pion noir sur case noire a5 · Cavalier noir sur case noire b4 · Tour blanche sur case noire d4 · Pion noir sur case noire h4 · Pion blanc sur case blanche h3 | Fou noir sur case noire d8 · Roi noir sur case blanche c6 · Roi blanc sur case blanche e6 · Pion noir sur case noire a5 · Cavalier noir sur case noire b4 · Tour blanche sur case noire d4 · Pion noir sur case noire h4 · Pion blanc sur case blanche h3 | Fou noir sur case noire d8 · Roi noir sur case blanche c6 · Roi blanc sur case blanche e6 · Pion noir sur case noire a5 · Cavalier noir sur case noire b4 · Tour blanche sur case noire d4 · Pion noir sur case noire h4 · Pion blanc sur case blanche h3 | Fou noir sur case noire d8 · Roi noir sur case blanche c6 · Roi blanc sur case blanche e6 · Pion noir sur case noire a5 · Cavalier noir sur case noire b4 · Tour blanche sur case noire d4 · Pion noir sur case noire h4 · Pion blanc sur case blanche h3 | Fou noir sur case noire d8 · Roi noir sur case blanche c6 · Roi blanc sur case blanche e6 · Pion noir sur case noire a5 · Cavalier noir sur case noire b4 · Tour blanche sur case noire d4 · Pion noir sur case noire h4 · Pion blanc sur case blanche h3 | Fou noir sur case noire d8 · Roi noir sur case blanche c6 · Roi blanc sur case blanche e6 · Pion noir sur case noire a5 · Cavalier noir sur case noire b4 · Tour blanche sur case noire d4 · Pion noir sur case noire h4 · Pion blanc sur case blanche h3 | Fou noir sur case noire d8 · Roi noir sur case blanche c6 · Roi blanc sur case blanche e6 · Pion noir sur case noire a5 · Cavalier noir sur case noire b4 · Tour blanche sur case noire d4 · Pion noir sur case noire h4 · Pion blanc sur case blanche h3 | Fou noir sur case noire d8 · Roi noir sur case blanche c6 · Roi blanc sur case blanche e6 · Pion noir sur case noire a5 · Cavalier noir sur case noire b4 · Tour blanche sur case noire d4 · Pion noir sur case noire h4 · Pion blanc sur case blanche h3 | 4 |
| 3 | Fou noir sur case noire d8 · Roi noir sur case blanche c6 · Roi blanc sur case blanche e6 · Pion noir sur case noire a5 · Cavalier noir sur case noire b4 · Tour blanche sur case noire d4 · Pion noir sur case noire h4 · Pion blanc sur case blanche h3 | Fou noir sur case noire d8 · Roi noir sur case blanche c6 · Roi blanc sur case blanche e6 · Pion noir sur case noire a5 · Cavalier noir sur case noire b4 · Tour blanche sur case noire d4 · Pion noir sur case noire h4 · Pion blanc sur case blanche h3 | Fou noir sur case noire d8 · Roi noir sur case blanche c6 · Roi blanc sur case blanche e6 · Pion noir sur case noire a5 · Cavalier noir sur case noire b4 · Tour blanche sur case noire d4 · Pion noir sur case noire h4 · Pion blanc sur case blanche h3 | Fou noir sur case noire d8 · Roi noir sur case blanche c6 · Roi blanc sur case blanche e6 · Pion noir sur case noire a5 · Cavalier noir sur case noire b4 · Tour blanche sur case noire d4 · Pion noir sur case noire h4 · Pion blanc sur case blanche h3 | Fou noir sur case noire d8 · Roi noir sur case blanche c6 · Roi blanc sur case blanche e6 · Pion noir sur case noire a5 · Cavalier noir sur case noire b4 · Tour blanche sur case noire d4 · Pion noir sur case noire h4 · Pion blanc sur case blanche h3 | Fou noir sur case noire d8 · Roi noir sur case blanche c6 · Roi blanc sur case blanche e6 · Pion noir sur case noire a5 · Cavalier noir sur case noire b4 · Tour blanche sur case noire d4 · Pion noir sur case noire h4 · Pion blanc sur case blanche h3 | Fou noir sur case noire d8 · Roi noir sur case blanche c6 · Roi blanc sur case blanche e6 · Pion noir sur case noire a5 · Cavalier noir sur case noire b4 · Tour blanche sur case noire d4 · Pion noir sur case noire h4 · Pion blanc sur case blanche h3 | Fou noir sur case noire d8 · Roi noir sur case blanche c6 · Roi blanc sur case blanche e6 · Pion noir sur case noire a5 · Cavalier noir sur case noire b4 · Tour blanche sur case noire d4 · Pion noir sur case noire h4 · Pion blanc sur case blanche h3 | 3 |
| 2 | Fou noir sur case noire d8 · Roi noir sur case blanche c6 · Roi blanc sur case blanche e6 · Pion noir sur case noire a5 · Cavalier noir sur case noire b4 · Tour blanche sur case noire d4 · Pion noir sur case noire h4 · Pion blanc sur case blanche h3 | Fou noir sur case noire d8 · Roi noir sur case blanche c6 · Roi blanc sur case blanche e6 · Pion noir sur case noire a5 · Cavalier noir sur case noire b4 · Tour blanche sur case noire d4 · Pion noir sur case noire h4 · Pion blanc sur case blanche h3 | Fou noir sur case noire d8 · Roi noir sur case blanche c6 · Roi blanc sur case blanche e6 · Pion noir sur case noire a5 · Cavalier noir sur case noire b4 · Tour blanche sur case noire d4 · Pion noir sur case noire h4 · Pion blanc sur case blanche h3 | Fou noir sur case noire d8 · Roi noir sur case blanche c6 · Roi blanc sur case blanche e6 · Pion noir sur case noire a5 · Cavalier noir sur case noire b4 · Tour blanche sur case noire d4 · Pion noir sur case noire h4 · Pion blanc sur case blanche h3 | Fou noir sur case noire d8 · Roi noir sur case blanche c6 · Roi blanc sur case blanche e6 · Pion noir sur case noire a5 · Cavalier noir sur case noire b4 · Tour blanche sur case noire d4 · Pion noir sur case noire h4 · Pion blanc sur case blanche h3 | Fou noir sur case noire d8 · Roi noir sur case blanche c6 · Roi blanc sur case blanche e6 · Pion noir sur case noire a5 · Cavalier noir sur case noire b4 · Tour blanche sur case noire d4 · Pion noir sur case noire h4 · Pion blanc sur case blanche h3 | Fou noir sur case noire d8 · Roi noir sur case blanche c6 · Roi blanc sur case blanche e6 · Pion noir sur case noire a5 · Cavalier noir sur case noire b4 · Tour blanche sur case noire d4 · Pion noir sur case noire h4 · Pion blanc sur case blanche h3 | Fou noir sur case noire d8 · Roi noir sur case blanche c6 · Roi blanc sur case blanche e6 · Pion noir sur case noire a5 · Cavalier noir sur case noire b4 · Tour blanche sur case noire d4 · Pion noir sur case noire h4 · Pion blanc sur case blanche h3 | 2 |
| 1 | Fou noir sur case noire d8 · Roi noir sur case blanche c6 · Roi blanc sur case blanche e6 · Pion noir sur case noire a5 · Cavalier noir sur case noire b4 · Tour blanche sur case noire d4 · Pion noir sur case noire h4 · Pion blanc sur case blanche h3 | Fou noir sur case noire d8 · Roi noir sur case blanche c6 · Roi blanc sur case blanche e6 · Pion noir sur case noire a5 · Cavalier noir sur case noire b4 · Tour blanche sur case noire d4 · Pion noir sur case noire h4 · Pion blanc sur case blanche h3 | Fou noir sur case noire d8 · Roi noir sur case blanche c6 · Roi blanc sur case blanche e6 · Pion noir sur case noire a5 · Cavalier noir sur case noire b4 · Tour blanche sur case noire d4 · Pion noir sur case noire h4 · Pion blanc sur case blanche h3 | Fou noir sur case noire d8 · Roi noir sur case blanche c6 · Roi blanc sur case blanche e6 · Pion noir sur case noire a5 · Cavalier noir sur case noire b4 · Tour blanche sur case noire d4 · Pion noir sur case noire h4 · Pion blanc sur case blanche h3 | Fou noir sur case noire d8 · Roi noir sur case blanche c6 · Roi blanc sur case blanche e6 · Pion noir sur case noire a5 · Cavalier noir sur case noire b4 · Tour blanche sur case noire d4 · Pion noir sur case noire h4 · Pion blanc sur case blanche h3 | Fou noir sur case noire d8 · Roi noir sur case blanche c6 · Roi blanc sur case blanche e6 · Pion noir sur case noire a5 · Cavalier noir sur case noire b4 · Tour blanche sur case noire d4 · Pion noir sur case noire h4 · Pion blanc sur case blanche h3 | Fou noir sur case noire d8 · Roi noir sur case blanche c6 · Roi blanc sur case blanche e6 · Pion noir sur case noire a5 · Cavalier noir sur case noire b4 · Tour blanche sur case noire d4 · Pion noir sur case noire h4 · Pion blanc sur case blanche h3 | Fou noir sur case noire d8 · Roi noir sur case blanche c6 · Roi blanc sur case blanche e6 · Pion noir sur case noire a5 · Cavalier noir sur case noire b4 · Tour blanche sur case noire d4 · Pion noir sur case noire h4 · Pion blanc sur case blanche h3 | 1 |
|   | a | b | c | d | e | f | g | h |   |

Dans sa partie (avec les Blancs) contre D. Hamilton lors du Championnat d'Australie de 1967 à Brisbane, Cecil Purdy obtint la partie nulle d'une manière remarquable. Le 68e coup mis sous enveloppe (avant ajournement) par D. Hamilton était 68...Fg5. La partie se poursuivit de la manière suivante:
69. Tg4 Fd8 70. Td4 Fb6 71. Txh4 Rb5 72. Tf4 a4 73. h4 Cc2 74. h5 a3 75. Tf1 a2 76. h6 Fd4 77. h7 Ca3 78. Td1 Fh8 79. Rf7 Cb1 80. Rg8 Fb2 81. Td8 a1=D 82. Tb8+ Rc6 83. Txb2 Da8+ 84. Rg7 Da7+ 85. Rg8 Dg1+ 86. Tg2 Dxg2+ 87. Rh8   ½- ½. 

## Exemple de partie remarquable
Cecil Purdy c. Mario Napolitano, 1er Championnat du Monde par correspondance, 1953
Le coup 31...Cf3+!!? joué par Napolitano démontre sa volonté de jouer pour le gain, car une partie nulle (par exemple par 31...Dxc5 32. Txf7 e3 33. Tg7+ nulle, mais non 33.Db2?? exf2+ 34. Dxf2 Te1#) assurait le titre à Cecil Purdy.